# Ondozero
Ondozero (rusky Ондозеро) je jezero ve střední části Karelské republiky v Rusku. Má rozlohu 182 km². Je průměrně 3,3 m hluboké a dosahuje maximální hloubky 8 m.

## Pobřeží
Pobřeží je velmi členité.

## Vodní režim
Protéká přes něj řeka Onda. Zdroj vody je převážně sněhový. Rozsah kolísání úrovně hladiny je 2,1 m. Vyšší úroveň je v červnu a nižší v dubnu a říjnu.

## Využití
Odtok je regulovaný přehradní hrází, která slouží ke splavování dřeva. Jezero je splavné.